# Oni ocalili Londyn

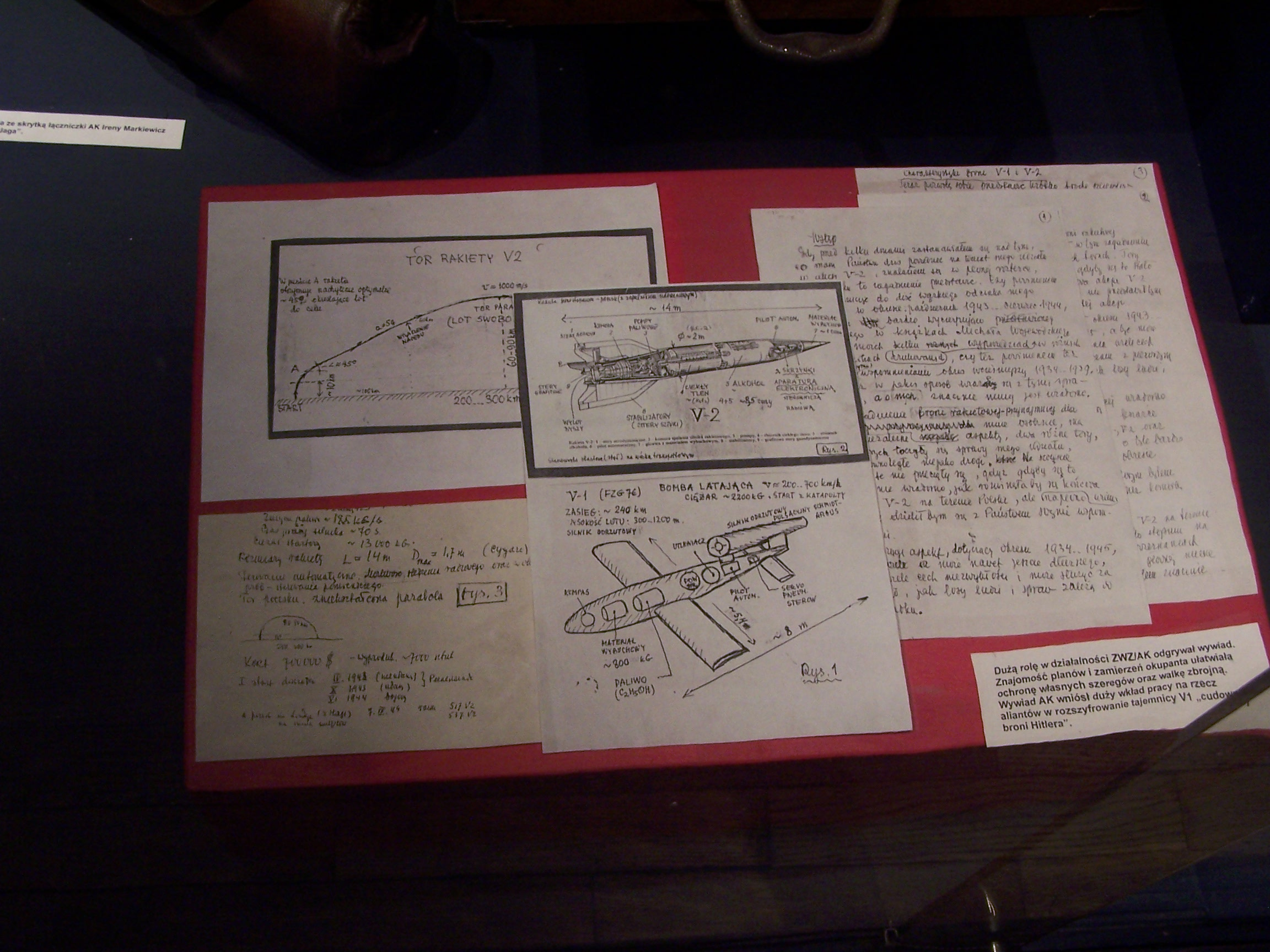
Schematy rakiet V-1 i V-2 z raportu AK

Oni ocalili Londyn (tytuł oryginalny Battle of the V-1) – brytyjski czarno-biały film wojenny z 1958 w reżyserii Vernona Sewella na podstawie powieści They Saved London autorstwa Bernarda Newmana.

## Fabuła
Akcja filmu dzieje się w czasie II wojny światowej. Grupa żołnierzy Armii Krajowej wyrusza na misję przechwycenia i dostarczenia do Londynu drogą powietrzną niemieckiej „latającej bomby” V-1.

## Obsada
- Michael Rennie jako Stefan
- Patricia Medina jako Zofia
- Milly Vitale jako Anna
- Esmond Knight jako Stricker
- Christopher Lee jako Brunner
- Carl Jaffe jako Generał
- Peter Madden jako Stanislaw
- George Pravda jako Karewski
- Carl Duering jako Naukowiec
- George Pastell jako Eryk

i inni. 